# Segonzac, Charente
Segonzac är en kommun i departementet Charente i regionen Nouvelle-Aquitaine i västra Frankrike. Kommunen ligger  i kantonen Segonzac som ligger i arrondissementet Cognac. År 2022 hade Segonzac 2 093 invånare.

## Befolkningsutveckling
Antalet invånare i kommunen Segonzac
Referens:INSEE